# Universitatea Keiō
Universitatea Keio este prima instituție de învățământ superior înființată în Japonia. Aceasta datează din 1858, a fost înființată în orașul Edo (acum Tokyo) de către Yukichi Fukuzawa.

## Absolvenți renumiți
- Shūsaku Endō (1923-1996), scriitor

## Legături externe
- Situl oficial